# Saguinus martinsi
El tamarino de Martins (Saguinus martinsi) es una especie que integra el género Saguinus, de la familia Callitrichidae. Este  primate sudamericano se distribuye de manera endémica en el centro-norte del Brasil, en el estado de Amazonas.

## Costumbres
Esta especie habita selvas tropicales lluviosas de tierras bajas, tanto en selvas primarias como secundarias, siempre con denso sotobosque. Es diurna y arborícola, corre y trepa rápidamente sobre las ramas. Vive en grupos familiares de entre 4 y 15 ejemplares, aunque normalmente se los ve en parejas o en grupos de hasta 8 ejemplares.
Su alimentación es omnívora, come frutas, flores, néctar, exudados vegetales, además de alimento de origen animal: arañas, insectos, caracoles, y pequeños vertebrados como ranas, lagartijas, y huevos de aves. Es importante la incidencia de nacimientos de gemelos. 

## Subespecies
Esta especie se subdivide en 2 subespecies:
- Saguinus martinsi martinsi (Thomas, 1912)
- Saguinus martinsi ochraceus Hershkovitz, 1966

### Diferencias entre las subespecies
Los adultos de ambas subespecies se diferencian por algunos detalles en las longitudes corporales, y en el tamaño de los caninos.
- Saguinus martinsi ochraceus: La suma de las longitudes de su cabeza y cuerpo es en promedio de 24,7 cm, mientras que el largo promedio de su cola es de 39,5 cm.
- Saguinus martinsi martinsi: La suma de las longitudes de su cabeza y cuerpo es en promedio de 20,8 cm, mientras que el largo promedio de su cola es de 36,6 cm.

## Distribución
Saguinus martinsi martinsi habita en las selvas comprendidas entre la margen izquierda del río Nhamundá, al este hasta el río Erepecurú, y al norte hasta el río Amazonas. Al parecer, la desembocadura del río Trombetas marca el límite norte de su territorio, aunque algunos autores lo extienden por el norte y este hasta el alto río Erepecurú. El registro más septentrional es en la localidad de Cachoeira Porteira, sobre el río Trombetas.
Saguinus martinsi ochraceus habita en la ribera occidental del río Nhamundá, y desde allí posiblemente se extiende hacia el oeste hasta el río Uatumã, y al norte hasta el río Amazonas. El límite norte de su área de distribución sería la margen izquierda del río Alalaú.

## Conservación
Ambas subespecies estarían bajo protección en algunas áreas de conservación:
- Saguinus martinsi martinsi Habita en la reserva biológica Río Trombetas —de 385 000 ha—,[6] y en la foresta nacional Saraca-Taquera —de 429 600 ha—, sobre la margen derecha (u occidental) del río Trombetas.
- Saguinus martinsi ochraceus  - Habita en el parque estadual Nhamundá —de 28 370 ha—, y en el área estadual de protección ambiental Nhamundá —de 195 900 ha—.